# Semiothisa cataleucaria
Semiothisa cataleucaria là một loài bướm đêm trong họ Geometridae.